# Thập niên 1870
Thập niên 1870 là thập niên diễn ra từ năm 1870 đến 1879.